# Withering to Death.
Pour les articles homonymes, voir Withering.
Albums de Dir En Grey
Vulgar
(2003) The Marrow of a Bone
(2007)
Singles
1. The Final
Sortie : 17 mars 2004
2. Saku
Sortie : 14 juillet 2004

Withering to Death (ウィザリング・トゥ・デス) (stylisé Withering to death.) est le cinquième album du groupe de metal japonais Dir En Grey, sorti le 9 mars 2005 au Japon et le 11 novembre 2005 en Europe.

## Réception critique
Selon l'édition japonaise du magazine Rolling Stone dans une liste des 100 meilleurs albums de rock japonais parue en 2007, cet album est le 34e meilleur album de rock japonais.

## Liste des titres
| 1.    | Merciless Cult                                                             | 2:55 |
| 2.    | C                                                                          | 3:30 |
| 3.    | Saku                                                                       | 2:57 |
| 4.    | Kodoku ni Shisu, Yueni Kodoku (孤独に死す、故に孤独。)                     | 3:25 |
| 5.    | Itoshisa Ha Fuhai ni Tsuki (愛しさは腐敗につき)                            | 4:15 |
| 6.    | Jesus Christ R 'n R                                                        | 4:00 |
| 7.    | Garbage                                                                    | 2:49 |
| 8.    | Machiavellism                                                              | 3:16 |
| 9.    | Dead Tree                                                                  | 4:50 |
| 10.   | The Final                                                                  | 4:13 |
| 11.   | Beatiful Dirt                                                              | 2:33 |
| 12.   | Spilled Milk                                                               | 3:44 |
| 13.   | Higeki wa Mabuta wo Oroshita Yasashiki Utsu (悲劇は目蓋を下ろした優しき鬱) | 5:08 |
| 14.   | Kodou (鼓動)                                                               | 3:39 |
| 51:14 |                                                                            |      |